# Quero (Italie)
Pour les articles homonymes, voir Quero.
Quero est une ancienne commune de la province de Belluno, dans la région Vénétie, en Italie.
Le 28 décembre 2013, Quero fusionne avec la commune de Vas pour donner naissance à l'entité Quero Vas dont elle devient une frazione.

## Géographie
Le village est situé à une centaine de kilomètres de Venise, à l'aplomb du fleuve Piave qui coule jusque dans la lagune de la cité des Doges. Le point culminant est le Mont Cornella (630m) dans le massif du Mont Grappa.

## Économie
- usine de fabrication de montures de lunettes et de lampadaires
- usine de fongiculture

## Administration
| Période                                  | Période  | Identité      | Étiquette | Qualité |
| ---------------------------------------- | -------- | ------------- | --------- | ------- |
| 14 juin 2004                             | En cours | Bruno Zanolla |           |         |
| Les données manquantes sont à compléter. |          |               |           |         |

### Hameaux
- Saincte Marie Magdalen de Moyen Canal
- Carpen
- Schievenin